# Рыжов, Алексей Иванович
Алексе́й Ива́нович Рыжо́в (1829—1872) — российский юрист, публицист, цензор.

## Биография
Родился в 1829 году. 
В 1849 году окончил юридический факультет Московского университета со степенью кандидата прав. Под влиянием Т. Н. Грановского, у которого некоторое время даже жил, глубокие корни в нём пустили либеральные идеи, которые впоследствии при всяком удобном случае старался реализовать. Сначала служил в надворном уголовном суде; затем, с 1854 по 1858 годы был секретарём Комитета иностранной цензуры, где всячески облегчал затруднения при выдаче иностранных книг, действуя иногда вопреки предписаниям, когда считал издание полезным для удовлетворения потребности в знании.
С 1859 года служил в Министерстве государственных имуществ: до 1865 года был секретарём при канцелярии министра, а затем был назначен членом юридической комиссии при учредительном комитете Царства Польского — считался одним из лучших сотрудников Н. А. Милютина. После упразднения учредительного комитета находился в Петербурге и, по поручению Министерства государственных имуществ, неоднократно направлялся в командировки: на Волгу, в Северо-Западный край (Гродненская губерния) и в Привислянский край. 
Был убит в Санкт-Петербурге своим шурином, поручиком Шляхтиным, во время ссоры с ним, в начале 1872 года (27 января по данным Петербургского некрополя; 29 января по данным Русского биографического словаря); похоронен на Волковском православном кладбище.
Помещал в «Отечественных записках», «Голосе», «Библиотеке для чтения» и других периодических изданиях статьи, большею частью подписанные псевдонимом О. Колядин, которые касались видных литературных явлений или носили юридический характер. В их числе:
- «Воспоминания о Т. Н. Грановском» («Библиотека для Чтения». — 1855. — № 12)
- «Прусский государственный человек 1806—1815 годов» («Отечественные записки». — 1857. — Т. СХV. — № 11 и 12, отд. I. — С. 293—334, 737—776
- «К вопросу о Цензурном уставе» («Отечественные записки». — 1862. — № 7, отд. III).

Наблюдения различных сторон народной жизни во время его командировок, вызвали к жизни ряд газетных корреспонденций, где он давал много практических указаний и разъяснений относительно существующих неудобств административной машины. 
Кроме того, без указания автора, он напечатал «Жизнь генерал-лейтенанта князя Мадатова» (СПб., 1863).
В «Собрании сочинений Шекспира», изданном Н. В. Гербелем был помещён его перевод трагедии Шекспира «Тит Андроник».